# Kaj Chydenius

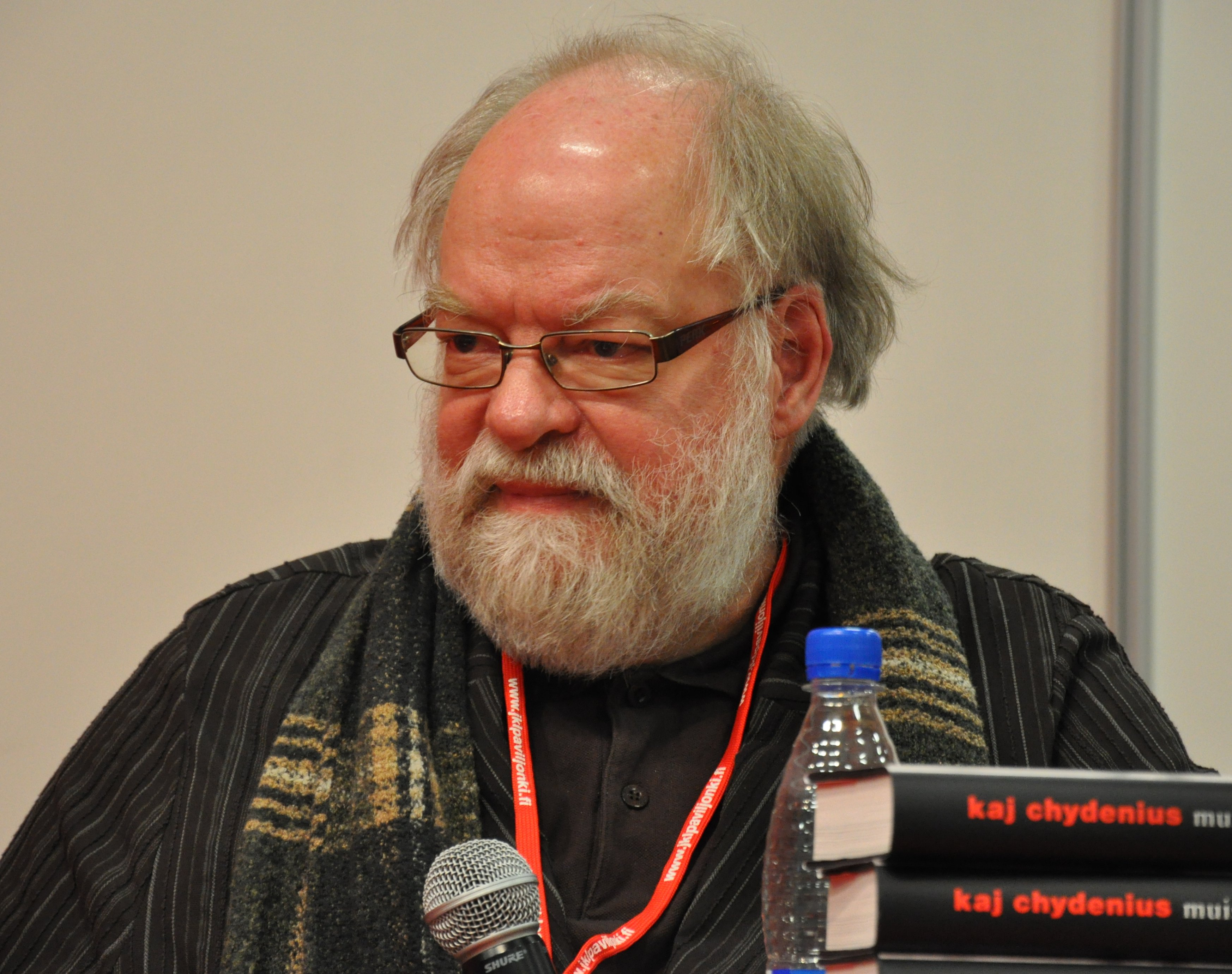
Kaj Chydenius (2009).

Kaj Oskar Chydenius, född 16 oktober 1939 i Kuusankoski, död 20 april 2024 i Helsingfors, var en finländsk kompositör och musiker. 
Chydenius studerade vid Sibelius-Akademin, Helsingfors universitet och Helsingfors handelshögskola. Han inledde sin tonsättarbana med avantgarde-musik, happenings, musikteater och John Cages estetik. 
Några av Chydenius mer kända verk är Lappo-operan (1966), Sånger från Matojärvi (2008) och sånger som ”Sinua, sinua rakastan”, ”Nuoruustango” och barnvisan ”Magdaleena”, som alla tillhör standardrepertoaren i Finland.
Chydenius var en av grundarna av KOM-teatern tillsammans med sin dåvarande hustru Kaisa Korhonen.
Kaj Chydenius son Jussi Chydenius är sångare i vokalgruppen Rajaton.

## Diskografi i urval
- Lauluja (1966)
- Kauneimmat rakkauslaulut (1977)
- Unet palaavat Helsinkiin (1996)

## Filmmusik
- 1979 – Herr Puntila och hans dräng Matti